# Morogoro
Pour la région, voir Morogoro (région).
Morogoro est une ville de Tanzanie.
Elle comptait officiellement 315 886 habitants lors du recensement de 2012.

## Géographie
Elle se situe à environ 190 km à l'ouest de la capitale économique Dar es Salaam à laquelle elle est reliée par la route goudronnée T1. Elle marque aussi une étape pour la voie ferrée reliant le grand port de Dar es Salaam à la capitale administrative Dodoma et à la grande ville du nord Mwanza. C'est la capitale de la région de Morogoro.
Construite au pied des monts Uluguru, dominée de plus de 2 000 mètres par le sommet du Mzumbe, elle est un important centre agricole et universitaire. L'université Sokoine (l'institut national d'agriculture) y est établie. On y trouve également plusieurs missions qui renforcent l'enseignement primaire et les hôpitaux.
La ville sert de base pour les excursions dans le Parc national de Mikumi dont la principale porte d'accès est distante de 70 km.

## Jumelages
| Ville | Ville     | Pays | Pays       | Période     |
| ----- | --------- | ---- | ---------- | ----------- |
|       | Fresno    |      | États-Unis |             |
|       | Linköping |      | Suède      |             |
|       | Vaasa     |      | Finlande   | depuis 1988 |